# Язиково (Псковський район)
Язиково (рос. Языково) — присілок в Псковському районі Псковської області Російської Федерації.
Населення становить 1 особу. Входить до складу муніципального утворення Ядровська волость.

## Історія
Від 2015 року входить до складу муніципального утворення Ядровська волость.

## Населення
| 2002 | 2010 |
| ---- | ---- |
| 25   | ↘1   |